# Trabala ganesha
Trabala ganesha is een nachtvlinder uit de familie van de spinners (Lasiocampidae). De soort komt voor in het westelijk deel van Malesië. De soort is te vinden in lage delen van het tropisch regenwoud, mits op niet te zure ondergrond.
Het mannetje is aanzienlijk kleiner dan het vrouwtje. Het mannetje is groen, met rechte lichte lijnen over de vleugels. Het vrouwtje is geler en heeft op de vleugels een grote bruine vlek. Op de voorvleugels van het vrouwtje is bovendien een centrale stip te herkennen.